# ISO 9362
ISO 9362 (poznat još i kao SWIFT kod ili BIC kod) je standardni format za zapis jedinstvene međunarodne identifikacijske šifre banke (engl. Business Identifier Code), registriran kod međunarodne organizacije za standardizaciju ISO. Koristi se prilikom vršenja uplate između banaka, prvenstveno u međunarodnom poslovanju.
SWIFT kod se sastoji od 8 ili 11 znakova, kako slijedi:
- 4 znaka - oznaka banke (samo slova)
- 2 znaka - ISO 3166-1 alpha-2 oznaka države (samo slova)
- 2 znaka - oznaka lokacije (slova i brojevi)
- 3 znaka (opcionalno) - oznaka poslovnice (slova i brojevi) - XXX predstavlja glavnu poslovnicu.

Kada se koristi samo 8 znakova, pretpostavlja se da je riječ o glavnoj poslovnici.

## Primjeri
- ESBCHR22 - Erste & Steiermärkische Bank d.d.
- PBZGHR2X - Privredna banka Zagreb d.d.
- HAABHR22 - Hypo Alpe Adria Bank d.d.